# Sânger
Sânger, alte Schreibweise Sînger [sɨnˈger], (veraltet Sângerul de Câmpie; ungarisch Mezőszengyel oder Szengyel) ist eine Gemeinde im Kreis Mureș, in der Region Siebenbürgen in Rumänien.

## Geographische Lage

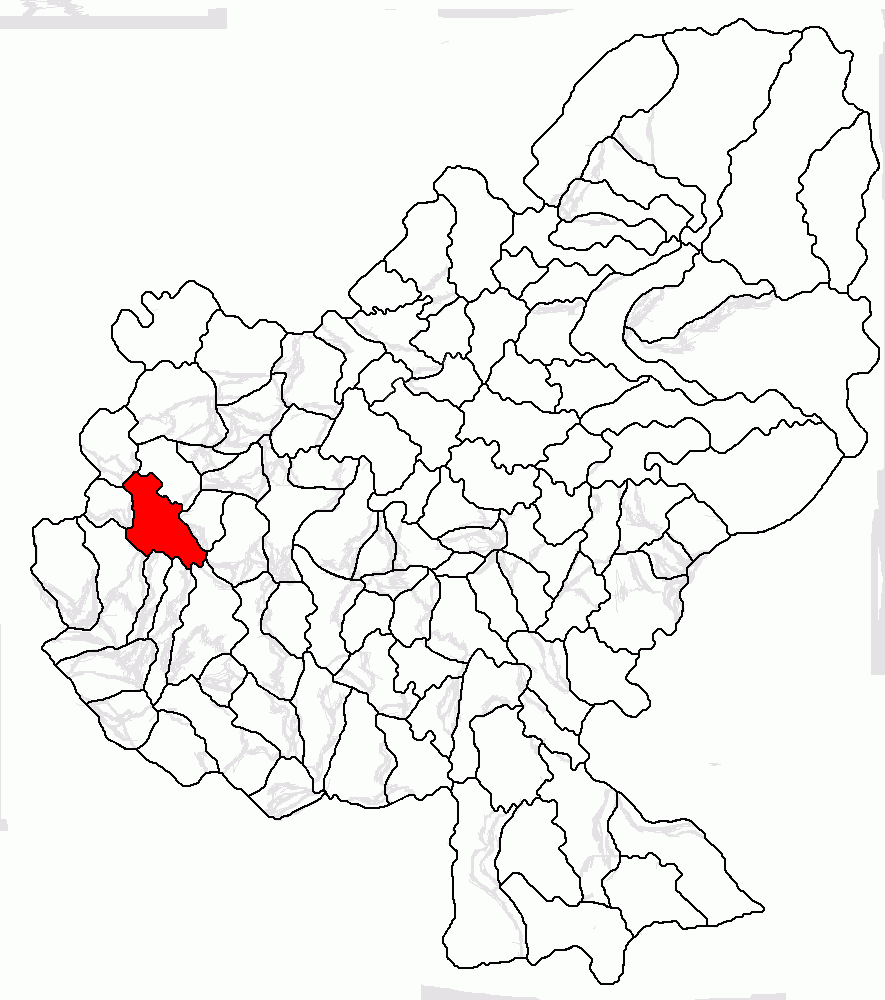
Lage der Gemeinde Sânger im Kreis Mureș

Die Gemeinde Sânger liegt in der Siebenbürgischen Heide (Câmpia Transilvaniei) – Teil des Siebenbürgischen Beckens. Im Westen des Kreises Mureș an der Mündung des Sarchii in den Pârâul de Câmpie, der eingleisigen 94 Kilometer langen Bahnstrecke Luduș–Măgheruș Șieu und der Kreisstraße (Drum județean) DJ 153G, befindet sich der Ort Sânger zehn Kilometer nördlich der Kleinstadt Luduș (Ludasch) und etwa 55 Kilometer westlich von der Kreishauptstadt Târgu Mureș (Neumarkt am Mieresch) entfernt.

## Geschichte
Der Ort Sânger wurde 1328 erstmals urkundlich erwähnt, war im Mittelalter ein ungarischer Ort und wurde im 18. Jahrhundert von Rumänen besiedelt.
Archäologische Funde auf dem Areal des Gemeindezentrums wurden der Römerzeit zugeordnet.
Im Königreich Ungarn gehörten die Orte der heutigen Gemeinde dem Stuhlbezirk Marosludas in der Gespanschaft Torda-Aranyos, anschließend dem historischen Kreis Turda und ab 1950 dem heutigen Kreis Mureș an.
Das eingemeindete Dorf Dalu (ungarisch Fodorkút) ist eines von den zurzeit 130 unbewohnten Dörfer Rumäniens, davon sechs im Kreis Mureș (Stand 2018).

## Bevölkerung
Die Bevölkerung der Gemeinde Sânger entwickelte sich wie folgt:
| 1850 | 2.262 | 1.924 | 167 | 1  | 170 |
| 1910 | 3.123 | 2.489 | 510 | 24 | 100 |
| 1956 | 4.735 | 4.215 | 433 | 1  | 86  |
| 2002 | 2.530 | 2.188 | 177 | -  | 165 |
| 2011 | 2.400 | 1.905 | 110 | -  | 385 |
| 2021 | 2.133 | 1.530 | 77  | -  | 526 |

Seit 1850 wurde auf dem Gebiet der heutigen Gemeinde die höchste Einwohnerzahl und die der Rumänen 1956 ermittelt. Die höchste Anzahl der Magyaren (530) wurde 1920/30, die der Roma (404) 2021 und die der Rumäniendeutschen (33) 1880 registriert.

## Bilder von Sânger

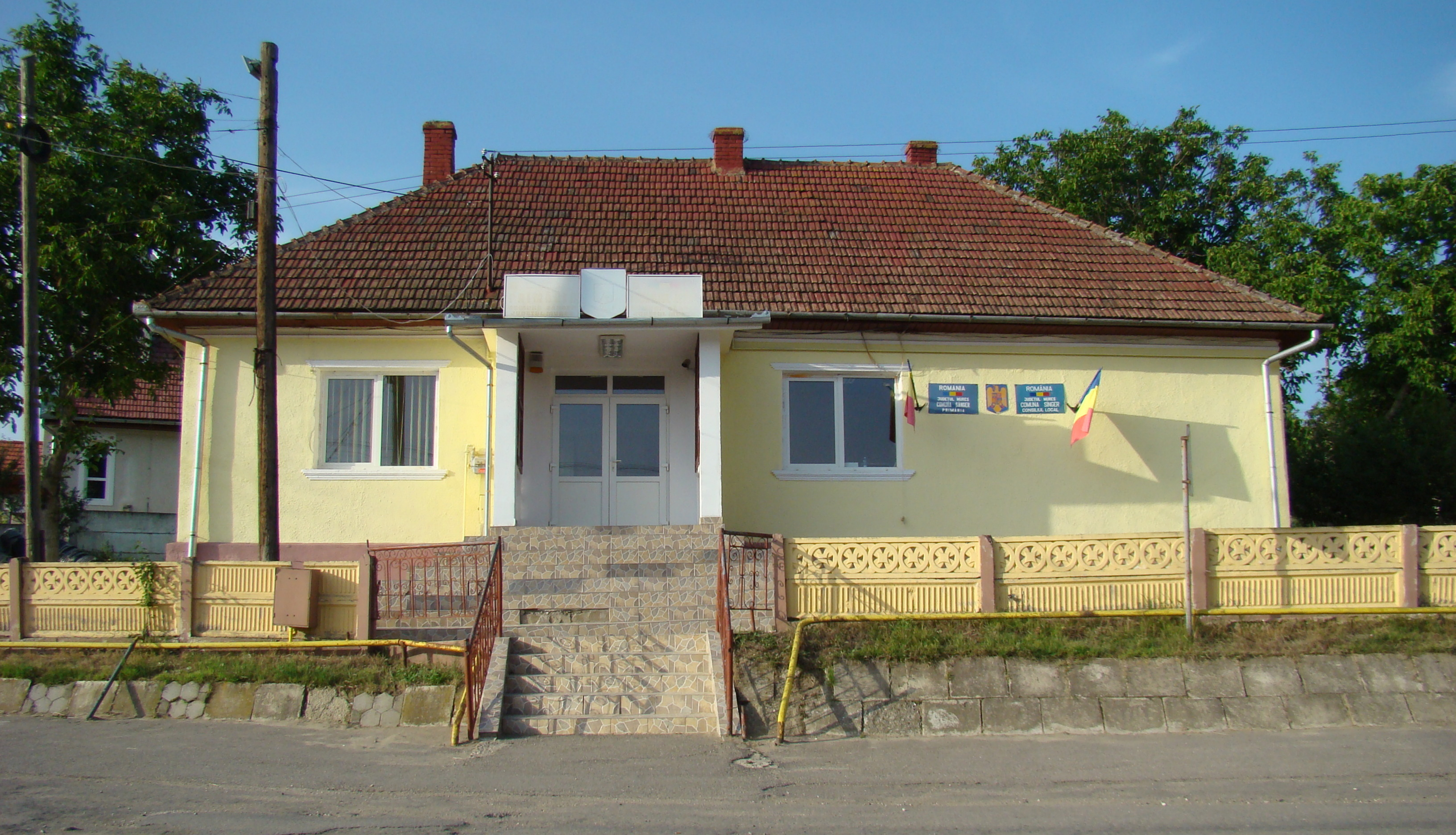
Rathaus
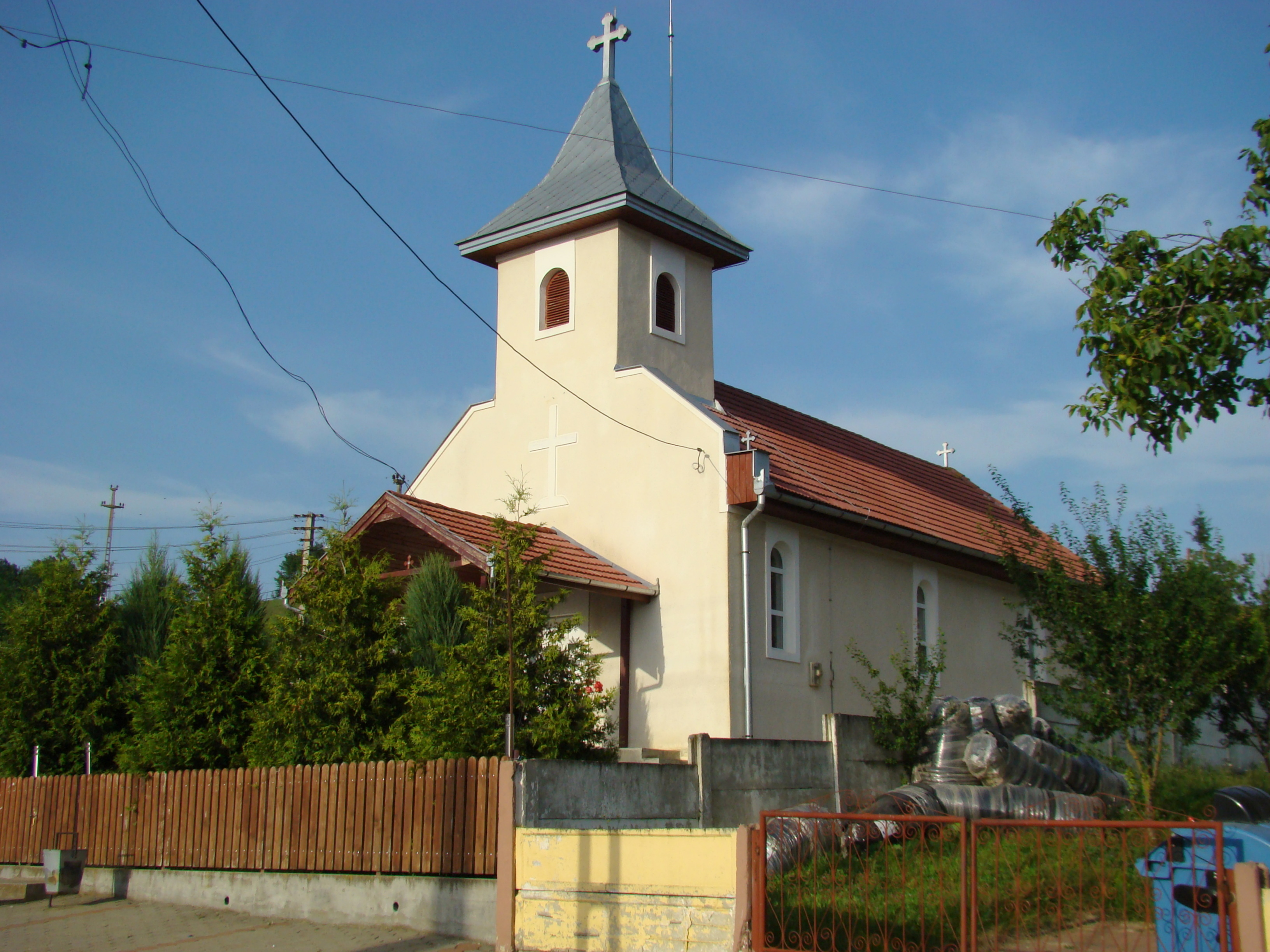
Griechisch-katholische Kirche
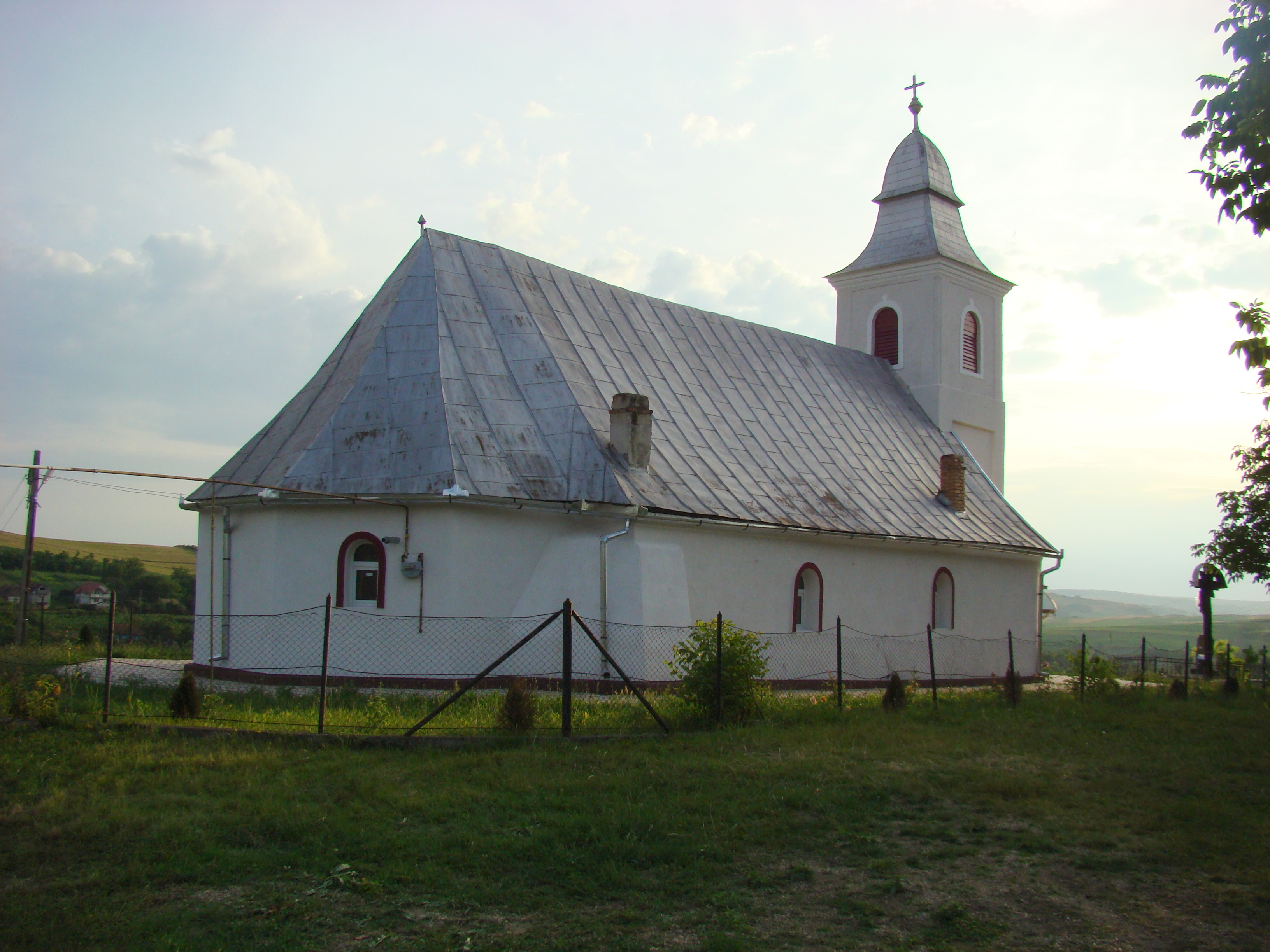
Orthodoxe Kirche
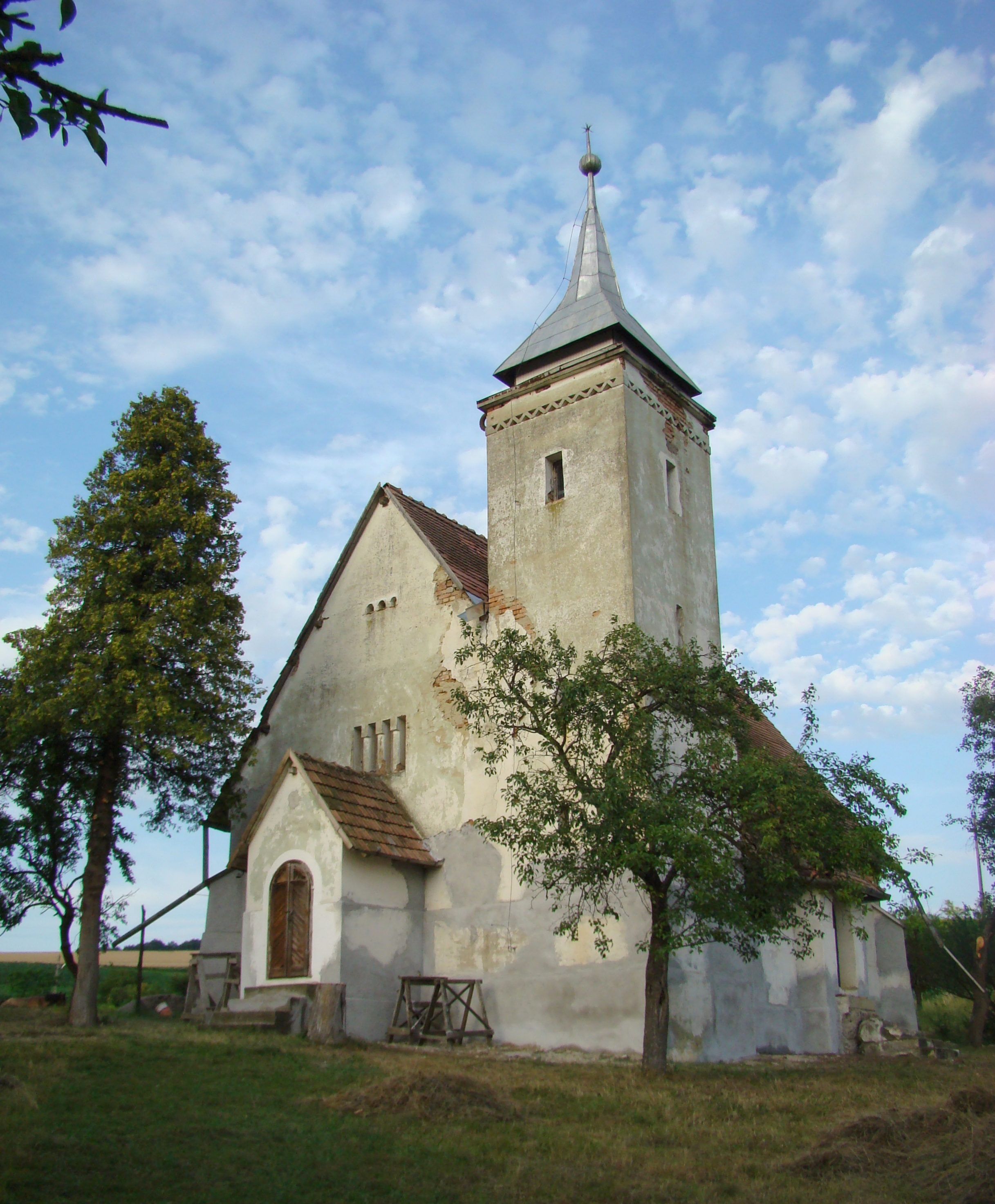
Reformierte Kirche
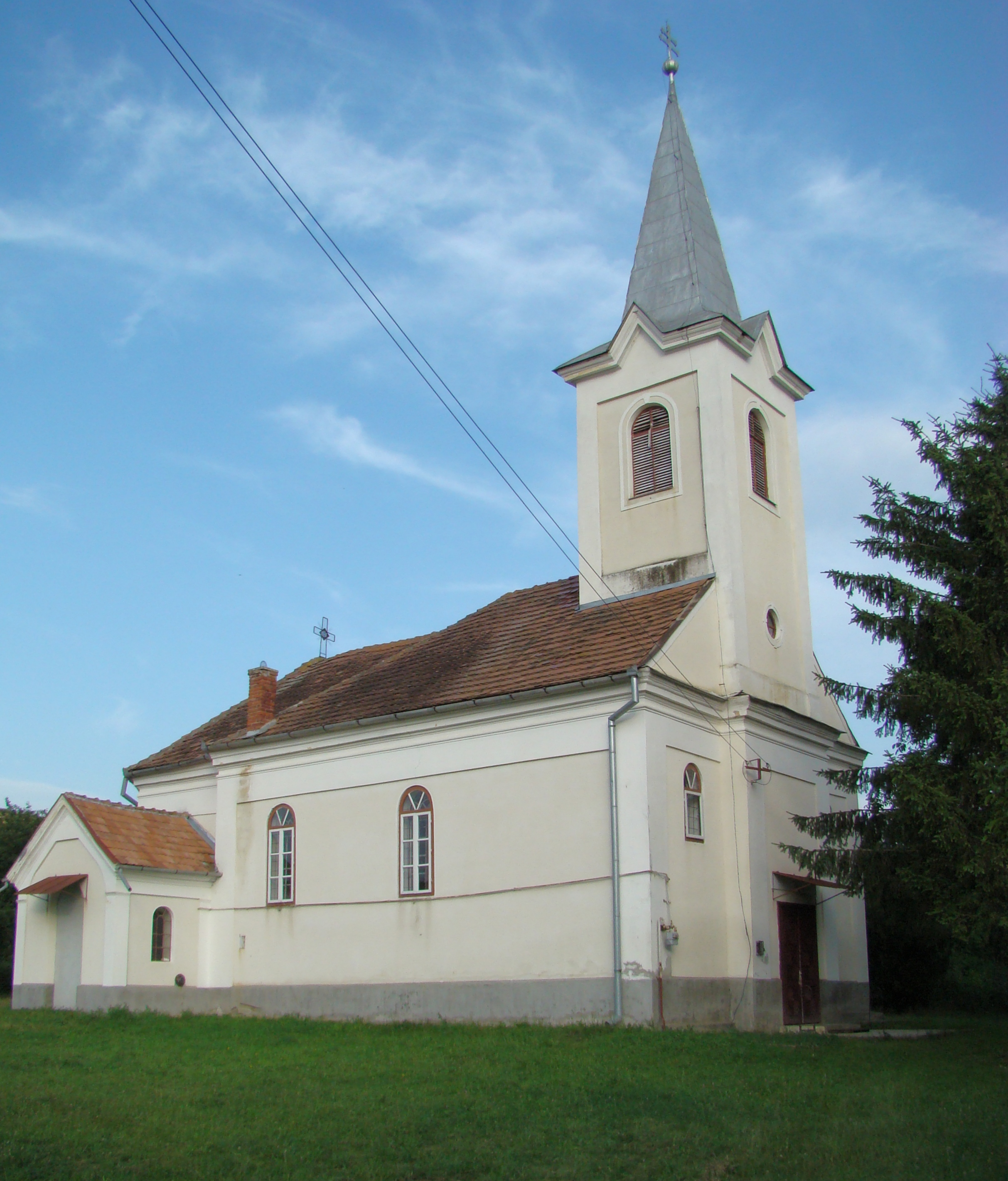
Römisch-katholische Kirche